# Natasza Urbańska
Natasza Urbańska, nota semplicemente come Natasza (Varsavia, 17 agosto 1977), è una cantante, ballerina e attrice polacca.

## Biografia
Natasza Urbańska è nata nel 1977 a Varsavia, seconda figlia del tenente colonnello Bolesław Urbański (1950-2012) e di sua moglie Zofii Urbańska. Sin da giovane ha frequentato le lezioni di ginnastica artistica presso il club Legia Warszawa. La sua allenatrice è stata l'ex ginnasta Irina Lortkipanidze. Si è diplomata al Liceo Juliusz Słowacki VII di Varsavia. Ha studiato linguistica applicata, ma ha abbandonato gli studi al terzo anno per dedicarsi alla carriera musicale.
Nel 1991 si è presentata alle audizioni di una rappresentazione del musical polacco Metro e, pur avendo superato le audizioni con successo, non le è stato permesso di entrare nel cast a causa della giovane età. Dopo due anni, si è presentata nuovamente alle audizioni, dopo la quale è stata inizialmente accettata come ballerina, ma quando l'attrice Katarzyna Groniec ha dovuto abbandonare la produzione per problemi di salute, la Urbańska l'ha sostituita nel ruolo della protagonista Anka.
Negli anni successivi è stata una delle assistenti di Janusz Józefowicz e ha partecipato alla preparazione di produzioni televisive e teatrali in Polonia e all'estero, tra cui Peter Pan al Teatro Musicale Roma di Varsavia e quelle di Romeo e Giulietta, Panna Tutli Putli e Karuzela marzeńallo presso lo Studio Buffo. Tra il 2007 e il 2008 ha partecipato al Piosenka dla Europy, il programma di selezione del rappresentante polacco all'annuale Eurovision Song Contest, dove ha presentato gli inediti I Like It Loud e Blow Over, con cui si è classificata rispettivamente terza e seconda.
Nel 2009 ha pubblicato il suo album d'esordio Hity Buffo vol. 1 – Natasza Urbańska, una raccolta di canzoni eseguite dalla Urbańska nello spettacolo Hity Buffo. Nell'autunno dello stesso anno, è stata finalista della decima edizione di Taniec z gwiazdami, versione polacca dello show Dancing with the Stars. Nel 2011 ha recitato nella pellicola 1920 Bitwa Warszawska di Jerzy Hoffman, in cui ha interpretato il ruolo di Ola Raniewska, un'attrice e cantante di un cabaret prebellico. In occasione della pellicola la Urbańska ha pubblicato il singolo Śpiewka 1920, che è stato successivamente inserito nella omonima colonna sonora. L'attrice ricevette tre premi ai Snake Awards, l'equivalente polacco dei Razzie Awards.
Nel 2020 ha recitato nel film 365 giorni, in cui ha interpretato il ruolo di Anna, che riprenderà anche nel sequel. Nel novembre dello stesso anno ha pubblicato il singolo Inevitable, che anticipica l'uscita dell'album Rajd 44, pubblicato il 26 novembre 2021. Nel febbraio 2023 è stata annunciata la sua partecipazione a Tu bije serce Europy! Wybieramy hit na Eurowizję, il nuovo processo di selezione del rappresentante polacco all'Eurovision Song Contest, dove ha presentato l'inedito Lift U Up, con cui si è classificata settima.

## Vita privata
Il 16 agosto 2008 ha sposato il registra e coreografo polacco Janusz Józefowicz, con il quale ha poi avuto una figlia Kalina, nata il 13 dicembre 2008.
Nel 2009 e nel 2010 la rivista Forbes ha inserito la Urbańska nella lista delle 100 personalità dello spettacolo più influenti della Polonia, rispettivamente al 136º e 74º posto.

## Discografia

### Album in studio
- 2014 – One
- 2021 – Rajd 44

### Raccolte
- 2009 – Hity Buffo vol. 1 - Natasza Urbańska

### Singoli
- 2007 – I Like It Loud
- 2008 – Rozbaw mnie
- 2008 – Wierne róże
- 2008 – Blow Over
- 2008 – Już nie zapomnisz mnie
- 2009 – Mała
- 2010 – Love Stone Crazy
- 2010 – Listen to My Radio
- 2010 – Here I Am
- 2011 – All the Wrong Places
- 2011 – Śpiewka 1920
- 2013 – Muszę odejść
- 2014 – Escamillo
- 2014 – Rolowanie
- 2015 – Hipnotyzuj mnie
- 2017 – Na końcu
- 2017 – Już nie pytam
- 2020 – Nieuchronne
- 2020 – Ile
- 2021 – Psie łzy (con Maciej Maleńczuk)
- 2021 – Instynkt
- 2023 – Lift U Up

## Filmografia

### Cinema
- Sztos, regia di Olaf Lubaszenko (1997)
- 1920 Bitwa Warszawska, regia di Jerzy Hoffman (2011)
- 365 giorni (365 dni), regia di Barbara Białowąs e Tomasz Mandes (2020)
- 365 giorni - Adesso (365 Dni: Ten Dzień) regia di Barbara Białowąs e Tomasz Mandes (2022)

### Televisione
- Fala zbrodni, serie TV, 51 episodi (Polsat, 2005-07, 2008)
- Taniec z gwiazdami, talent show, 12 episodi (TVN, 2009) - Concorrente - 2ª classificata
- Mecenas Porada, serie TV, 11 episodi (Polsat, 2021)
- Mask Singer, talent show, 12 episodi (TVN, 2022) - Concorrente - Vincitrice

### Doppiaggio
- Giulietta in Gnomeo e Giulietta (versione polacca)